# Tourlaville
Tourlaville is een plaats en voormalige gemeente in het Franse departement Manche in de regio Normandië en telt 15.882 inwoners (2016). De plaats maakt deel uit van het arrondissement Cherbourg. Het is een oostelijke voorstad van Cherbourg.

## Geschiedenis

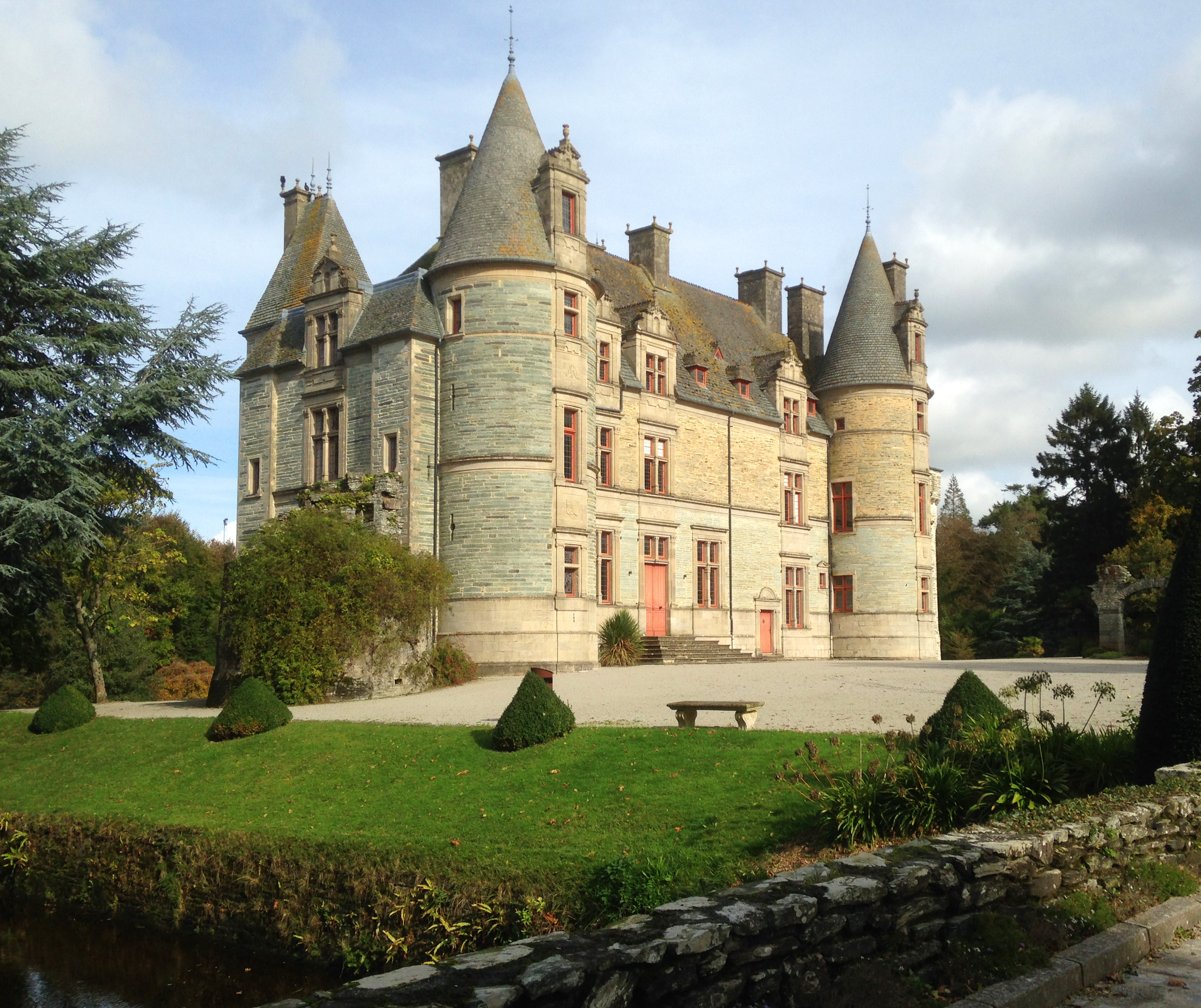
Kasteel des Ravalet

In Tourlaville ligt het kasteel des Ravalet in een 15 hectare groot park. Het renaissancekasteel uit de 16e eeuw met opvallende blauwe schist in de torens behoorde toe aan Julien de Ravalet. Hij werd in 1603 samen met zijn zus Marguerite onthoofd op beschuldiging van incest. Het kasteel behoorde daarna toe aan de familie de Tocqueville. Het park werd in 1870 hertekend en park en kasteel werden in 1935 eigendom van de gemeente.
Tourlaville was de hoofdplaats van het kanton Tourlaville tot op 1 januari 2016 werd de gemeente opgeheven en Tourlaville een commune déléguée werd van de op die dag gevormde commune nouvelle Cherbourg-en-Cotentin. Op 5 maart 2020 werd het kanton hernoemd naar kanton Cherbourg-en-Cotentin-5, naar de huidige hoofdplaats.

## Geografie
De oppervlakte van Tourlaville bedraagt 17,2 km², de bevolkingsdichtheid is 1020,4 inwoners per km².
De onderstaande kaart toont de ligging van Tourlaville met de belangrijkste infrastructuur en aangrenzende gemeenten.

## Demografie
Onderstaande figuur toont het verloop van het inwonertal (bron: INSEE-tellingen).

Cherbourg · Équeurdreville · La Glacerie · Hainneville · Octeville · Querqueville · Tourlaville

Voormalige gemeenten: Cherbourg-Octeville · Équeurdreville-Hainneville